# Resolutie 1673 Veiligheidsraad Verenigde Naties
Resolutie 1673 van de Veiligheidsraad van de Verenigde Naties werd unaniem door de VN-Veiligheidsraad aangenomen op 27 april 2006 en verlengde het 1540-comité, opgericht in resolutie 1540, met twee jaar.

## Inhoud

### Waarnemingen
De Veiligheidsraad bevestigde dat de proliferatie van kern-, chemische en biologische wapens de internationale vrede en veiligheid bedreigde.
Niet alle landen hadden – zoals in resolutie 1540 gevraagd was – gerapporteerd over de stappen die ze namen om diezelfde resolutie uit te voeren.
De volledige uitvoering van deze resolutie was een werk van lange adem dat inspanningen zou vragen op nationaal, regionaal en internationaal niveau.

### Handelingen
Alle landen die dit nog niet gedaan hadden werden opgeroepen onverwijld te rapporteren over de ondernomen stappen om resolutie 1540 uit te voeren. De andere landen werden aangemoedigd het comité bijkomende informatie te verschaffen.
Het mandaat van het 1540-Comité werd alvast verlengd met twee jaar, tot 27 april 2008. Het comité moest meer doen om de uitvoering van resolutie 1540 te promoten via een werkprogramma inzake aansprakelijkheid, bescherming, grenscontrole en ordehandhaving en uitvoer en doorvoer van goederen.
Ten slotte werd het comité gevraagd tegen 27 april 2008 opnieuw te rapporteren over de stand van zaken met betrekking tot de uitvoering van resolutie 1540.

## Verwante resoluties
- Resolutie 1540 Veiligheidsraad Verenigde Naties (2004)
- Resolutie 1810 Veiligheidsraad Verenigde Naties (2008)

Lijst ·  1652 ·  1653 ·  1654 ·  1655 ·  1656 ·  1657 ·  1658 ·  1659 ·  1660 ·  1661 ·  1662 ·  1663 ·  1664 ·  1665 ·  1666 ·  1667 ·  1668 ·  1669 ·  1670 ·  1671 ·  1672 ·  1673 ·  1674 ·  1675 ·  1676 ·  1677 ·  1678 ·  1679 ·  1680 ·  1681 ·  1682 ·  1683 ·  1684 ·  1685 ·  1686 ·  1687 ·  1688 ·  1689 ·  1690 ·  1691 ·  1692 ·  1693 ·  1694 ·  1695 ·  1696 ·  1697 ·  1698 ·  1699 ·  1700 ·  1701 ·  1702 ·  1703 ·  1704 ·  1705 ·  1706 ·  1707 ·  1708 ·  1709 ·  1710 ·  1711 ·  1712 ·  1713 ·  1714 ·  1715 ·  1716 ·  1717 ·  1718 ·  1719 ·  1720 ·  1721 ·  1722 ·  1723 ·  1724 ·  1725 ·  1726 ·  1727 ·  1728 ·  1729 ·  1730 ·  1731 ·  1732 ·  1733 ·  1734 ·  1735 ·  1736 ·  1737 ·  1738